# Emirat de Ningi
L'emirat de Ningi fou un estat històric i avui dia un emirat tradicional de Nigèria a l'estat de Bauchi. És un dels principals emirats de l'estat de Bauchi (on hi ha sis emirats) i té un monarca de primera classe. Està format per dues àrees del govern local: Ningi i Warji. Està situat a la part nord-occidental de l'estat i està poblat per tribus que fa anys van afirmar la seva independència: els ningi, warji, ari i burra. La majoria dels ningawa (gentilici de Ninji) procedien de l'antiga ciutat anomenada Tsohuwar Ningi, situada a uns 22 quilòmetres de l'actual ciutat de Ningi. El símbol de l'emirat és l'elefant i simbolitza força i poder.

## Història
Ningi fou fundada per gent haussa que va ser expulsada dels seus antics assentaments vers el 1827, simplement perquè no hi havia aigua allà per a ells i els seus animals; de fet també se sap que més aviat els que van marxar protestaven pel pagament d'un impost anomenat Kudin Kasa a l'emir de Kano en el regnat de Muhammad Bello. Documents obtinguts del palau de l'emir de Ningi, mostren que la ciutat va ser fundada per un gran erudit islàmic, conegut simplement com a Mallam Hamza. Altres tribus van arribar a Ningi com a visitants i es van quedar allà a causa de l'abundància d'aliments que van ser proporcionats pel poble fa'awa. Se sap que Mallam Hamza i el seu grup van emigrar des de la ciutat de Tsakuwa o Tsakuwar Kano (al dia d'avui Dawakin Kudu a l'estat de Kano) passant per Ciru, Basha al districte de Burra, i Ningi, abans d'establir-se més a l'est en un petit poble anomenat Duwa prop de Mara al modern districte de Lame de l'àrea de govern local de Toro a l'estat de Bauchi. La influència dels seguidors de Mallam Hamza es va sentir a Bauchi i les llunyans Zaria i Kano. A Duwa el xeic Hamza va utilitzar el seu coneixement islàmic i la seva destresa per convèncer la població local dirigida per un cap anomenat Dandaura, a trencar la seva lleialtat al poder dominant dels fulani amb els quals la població de la zona havia signat un acord en el qual acceptaven pagar tribut (jizya) al líder. En 1846, per tal de canviar l'statu quo, Hamza va haver d'eliminar a Dandaura per seguir sent el líder indiscutible. Immediatament es va posar tots els cacicats veïns sota el seu control, especialment els butawa, fa'awa, warjawa, kudawa i sirawa. Aquest acte es va convertir en una amenaça per a la pau i la seguretat dels emirats veïns de Bauchi, Kano, i Zaria. Com a resultat, Bauchi i Kano van combinar les seves forces i van llançar un atac a Hamza, i aquest va morir en batalla el 1849.
Amb la mort de Hamza, la gent va patir la pèrdua, però va romandre organitzada i va seleccionar Ahmadu com a nou "mallam" el 1850. Va regnar durant cinc anys i va morir el 1855. El poble va triar llavors al gendre d'Hamza, Abubakar Danmaje (1855 - 1870), com a següent líder. A diferència dels seus predecessors, Danmaje va començar una política expansionista i va idear estratègies d'incursions molt efectives. Va fer incursions al llarg i ample de Kano, Hadejia, Katagum, Jama'are, Gombe, Zaria, Birnin Gwari, Kontagora, Wukari, i fins i tot Ilorin. Danmaje va considerar necessàries aquestes incursions per reclutar esclaus a les seves files. El resultat va ser la creació d'una força molt forta, formidable i insuperable sota el seu comandat que fou coneguda com a Mai Tabaryar Mashi. En aquest temps la gent de Ningi vivien en zones rocoses, com altres pobles de l'estat de Plateau, amb la finalitat de protegir-se dels enemics, tot i que s'enfrontaven a la manca de serveis. L'estructura muntanyosa de la terra va fer l'agricultura i el transport de mercaderies difícils. A més de l'expansió del territori i l'establiment d'una força de gran abast, el regnat Danmaje va ser significatiu pel moviment de la gent cap a Ningi (avui dia Vella Ningi), situada en una posició estratègica a la frontera envoltat de turons. Era un lloc amagat que fou el que va donar nom a la població, perquè Ningi en idioma Butawa significa "amagat". Amb una posició tan estratègica, Danmaje va continuar la campanya intensificant els seus atacs esporàdics. De fet Bauchi temia tant a Danmaje que l'emir de Bauchi, Ibrahim va haver d'establir el Kafin-Madaki amb l'únic objectiu d'evitar que entrés a Bauchi; no obstant això el Kafin Madaki havia de servir defensivament amb la instrucció específica de no enfrontar Danmaje però informar ràpidament qualsevol moviment fet pels ningawa per assaltar Bauchi.
Després de la mort de Danmaje en 1870 el seu successor, Haruna Karami, va continuar la política expansionista amb el fort suport del seu eficaç lloctinent Usman Danyaya, llavors Barden de Ningi. En aquestos anys el califat de Sokoto va reconèixer la independència de Ningi. Haruna va morir el 1886 i Abubakar Gajigi va ser nomenat el líder. Abubakar mantingué la lluita de Ningi per sobreviure com a estat propi sense perdre territori contra els emirats veïns.
El regnat d'Usman Danyaya (1890 - 1902) fou important en la història de l'emirat, tenint en compte que fou el darrer sota el qual l'emirat va gaudir d'independència i amb un sistema organitzat d'administració basat en la llei islàmica. Els britànics van canviar el sistema i van fer de Ningi una autoritat nativa.
Usman va ser succeït per Mamuda, que va estar sota la direcció dels britànics. Mamuda va ser succeït per Musa Dangwido (1905 - 1906), qui al seu torn va ser succeït altre cop per Mallam Mamuda (1906 - 1908). Adamu Danyaya (1922 - 1955) va ser l'emir amb el segon regnat més llarg després d'haver governat durant 32 anys.
L'actual emir de Ningi, Alhaji Mohammed Yunusa Danyaya, és l'emir amb més al càrrec entre les 25 emirs que han governat Ningi. Danyaya porta (2015) més de 37 anys al tron, havent estat nomenat el 1978. Alhaji Yunusa va néixer el 1936 i va assistir a l'Escola Primària a Ningi, a la secundària a Bauchi, a l'Escola d'Higiene de Kano i a la Universitat Ahmadu Bello de Zaria, on va obtenir un diploma de l'Administració Pública.
El secretari de l'emirat de Ningi, Alhaji Suleiman Shehu va explicar els procediments de nomenament d'un emir: "L'emir és seleccionat pels designadors de càrrecs (kingmakers) que inclouen al Madakin Ningi, al Sarkin Ari, al Hakimin Burra, al Hakimin Warji, a l'imam en Cap de Misau i el president del consell de l'àrea de govern local de Ningi. Després que l'emir ha rebut el personal oficial, se li donen tres coses; el sagrat Alcorà que li dona l'imam, la Mashi (llança) que li dona el Madaki i les simbatse (sabates) que li dona també el Madaki. La desfilada a cavall i la processó del Durbar són part de les activitats culturals que potencien el paper de les activitats tradicionals de l'emirat. Durant els esdeveniments, es mostren les armes de lluita tradicionals, enmig de cants i tambors per servents de palau i els titulars de títols tradicionals. Quan l'emir munta a cavall, va per la ciutat en companyia dels seus ajudants porta-títols. En general el Barde condueix la processó, seguit pel Dan Iya, a continuació, el Cap del districte de Ningi, el Dangaladima, el Baraya, el Shettima, el Tafida, el Yerima, el Chiroman Ningi i al final l'emir de Ningi i el cap del poble de Burra, mentre que el Madaki va a la part posterior de la processó. Estar a Palau assegut és una de les activitats importants de la institució tradicional i també es fa d'acord amb la jerarquia tradicional. El Madaki s'asseu a la part davantera, seguit d'altres com el Chiroma, el Cap del Districte de Ningi, el cap de Burra, el cap de Warji, el de Matawalle, el Yerima, el Baraya, el Sarkin Malamai, el Dan Iya, el Tafida, el Shettima i el Dangaladima ".

## Mallams (emirs)
- Hamza – 1827–1850
- Ahmadu – 1850–1855
- Abubakar Danmaje – 1855–1870
- Haruna Karami – 1870–1886
- Abubakar Gajigi – 1886–1890
- Usman Danyaya – 1890-1890
- Mamuda Lolo – 1902–1905
- Musa Dangwido – 1905–1906
- Mamuda Lolo – 1906–1908 (restaurat)
- Abdu mai Fatima – 1908–1915
- Zakari Dankaka – 1915–1922
- Adamu Danyaya – 1922–1955
- Haruna II – 1955–1957
- Abdullahi Adamu Danyaya – 1957–1961
- Ibrahim Gurama – 1963–1977
- Yunusa Mohammadu Danyaya – 1978–